# Тандзиро Камадо
Тандзиро Камадо (яп. 竈門 炭治郎 Камадо Тандзиро:) — вымышленный персонаж, выступающий в роли главного протагониста аниме и манги «Истребитель демонов».
Коёхару Готогэ создала Тандзиро на основе слов редактора, предложившего яркого главного героя, который бы выделялся на фоне мрачного повествования. На его дизайн повлиял Химура Кэнсин из манги Нобухиро Вацуки Rurouni Kenshin, когда решалось, насколько андрогинным должен быть персонаж. Персонаж озвучен Нацуки Ханаэ на японском языке, Заком Агиларом на английском и Исламом Ганджаевым на русском.

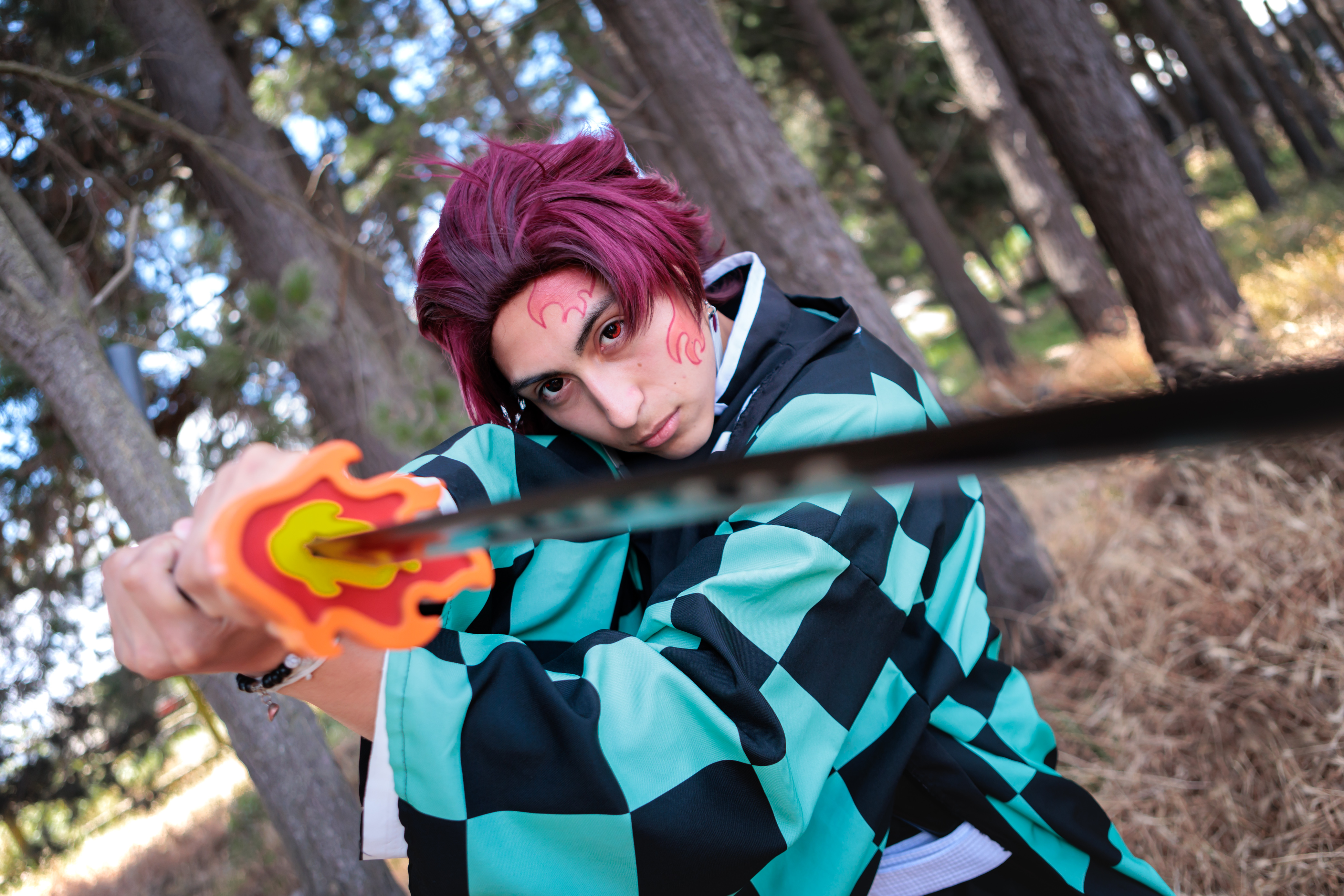
Косплеер в образе Тандзиро Камадо

Персонаж был очень хорошо принят критиками манги и аниме благодаря его заботливому характеру и отношениям с сестрой, а также тому, что он стал сильным бойцом. Это привело к тому, что персонаж получил множество наград, основанных на его популярности, а исполнение Ханаэ его роли также получило одну награду. Игра Агилара также была хорошо принята.

## Биография
Тандзиро вырос в горах вместе со своими родителями, братьями и сёстрами, будучи старшим ребёнком в семье Камадо. Его отец Тандзюро умер от болезни, когда Тандзиро был ещё совсем маленьким, потому он взял на себя роль кормильца. Он очень любил свою семью и заботился о ней, как только мог. Однажды один из братьев Тандзиро случайно толкнул горячий чайник, и, пытаясь защитить ребёнка, Тандзиро ошпарил лоб.
Тандзиро продавал уголь в ближайшем городе, чтобы заработать деньги для семьи, и, похоже, появлялся там довольно часто, так как горожане легко его узнавали и просили о помощи.

## Внешность
Тандзиро — парень с загорелой кожей и спортивным телосложением. У него по большей части красные или бордовые волосы, зачёсанные назад, и большие красные глаза. На левой стороне его лба расположен шрам от ожога, который потемнел и изменил форму после битвы с демоном рук во время финального отбора.
Тандзиро одет в тёмно-красную форму истребителей демонов, поверх которой надето хаори в чёрно-зелёную клетку. Он также носит серьги ханафуда с рисунком в виде красного солнца.
После убийства Мудзана тот превратил Тандзиро в демона, из-за чего правая рука парня регенерировала, а внешность претерпела некоторые изменения: метка истребителей разрослась по всему лицу и больше походила на языки пламени, глаза стали красного света, сзади росли щупальца, сузился зрачок.

## Личность
Тандзиро по своей природе очень добр. «Человек с добрыми глазами» — так его описывают. Очень решительный и целеустремлённый. Хотя Тандзиро и сам относительно силён, он не боится просить других о помощи, когда в этом есть необходимость. Он всегда готов встать на защиту окружающих, но защита сестры для него является высшим приоритетом.
Важной чертой характера Тандзиро является его сострадательность, нередко проявляющаяся даже по отношению к демонам. Однако за время службы в рядах истребителей Тандзиро набирается опыта, становится более расчётливым и решительным. Благодаря храбрости и желанию защитить слабых он встречает соперников с уважением и достоинством, будь то люди или демоны.

## Создание и дизайн
Тандзиро Камадо возник из идей Коёхару Готогэ, связанных с его ваншотом с японскими мотивами Ka Gari Gari. Из-за мрачного тона он не прошёл в журнал для молодой возрастной группы, и Тацухико Катаяма, его редактор, спросил Готогэ, может ли он написать другой тип главного героя, который был бы «светлее». Готогэ сослался на проблемы при создании персонажа из-за его контраста с мрачным повествованием. Для выпуска седьмой главы манги Готогэ нарисовал обложку, на которой Тандзиро с улыбкой держит меч. Однако из-за контрастной эстетики манги они отказались от этого рисунка и вместо него нарисовали похожий дизайн с серьезным выражением лица Тандзиро.
Юма Такахаси, продюсер, ответственный за адаптацию манги, сказал, что ему понравилась роль Тандзиро в манге, что заставило его увлечься чтением серии. Для того, чтобы изобразить водное дыхание Тандзиро, Ufotable черпала вдохновение в стиле укиё-э Кацусики Хокусая. Первая сцена боя между Тандзиро и Гию также была тщательно анимирована, чтобы представить зрителям привлекательную хореографию. Водные приемы Тандзиро были созданы с помощью сочетания ручной анимации и CGI, а его бой с Руи был одной из самых проработанных сцен. Такахаси также сказал, что Тандзиро — самый близкий ему персонаж в сериале из-за того, что его постоянная тяжелая работа вдохновляет его. В 19 серии звучит песня под названием «Kamado Tanjiro no Uta». Она выражает решимость Тандзиро, который встает на ноги от отчаяния и борется, чтобы защитить свою младшую сестру.

Серьги Тандзиро, похожие на флаг восходящего солнца, были изменены в Китае, чтобы не оскорбить публику

Когда премьера аниме-сериала состоялась в Китае, дизайн Тандзиро был немного изменен. Из-за опасений, что серьги с элементами в стиле Восходящего солнца оскорбят жителей материковой части страны, их немного отретушировали.